# Lion (pel·lícula de 2016)
Lion (títol original en anglès: Lion) és una pel·lícula australiana de 2016 dirigida per Garth Davis (en el seu debut) i escrita per Luke Davies, basada en el llibre de no-ficció A Long Way Home de Saroo Brierley amb Larry Buttrose. Els actors de la pel·lícula son Dev Patel, Rooney Mara, David Wenham, Nicole Kidman, Abhishek Bharate, Divian Ladwa, Priyanka Bose, Deepti Naval, Tannishtha Chatterjee, Nawazuddin Siddiqui i Sunny Pawar. La pel·lícula s'ha doblat al català.
La pel·lícula, que va ser presentada mundialment el 10 de setembre de 2016 al Festival Internacional de Cinema de Toronto, va ser estrenada el 25 de novembre de 2016 en una projecció limitada per The Weinstein Company, abans de la seva projecció general el 6 de gener de 2017. Va ser presentada a Austràlia el 19 de gener de 2017 i en el Regne Unit el 20 de gener de 2017, i ha recaptat 34$ milions a tot el món. Va rebre sis nominacions a l'Oscar als 89ns Premis de l'Acadèmia, incloent Oscar a la millor pel·lícula, Oscar al millor actor secundari (Patel), Oscar a la millor actriu secundària (Kidman) i Oscar al millor guió adaptat.
Sia Furler va escriure la cançó «Never Give Up» per la pel·lícula que també inclou la cançó «The Sun, The Sand and The Sea» del compositor Jimmy Radcliffe.

## Argument
La història, basada en fets reals, del nen indi, Saroo, que a mitjans de la dècada de 1980 es perd i acaba sol a Calcuta. Finalment és acollit per una família de Tasmània i, ja com a adult, després de 30 anys, torna a l'Índia a la recerca de la seva mare i germans.

## Repartiment
- Dev Patel com a Saroo Brierley
- Nicole Kidman com a Sue Brierley
- Rooney Mara com a Lucy
- David Wenham com a John Brieeley
- Nawazuddin Siddiqui
- Priyanka Bose
- Tannishtha Chatterjee
- Deepti Naval